# Río de Contas
El río de Contas (a veces mal denominado río das Contas) es un río brasileño que atraviesa el estado de Bahía. Con una superficie de cuenca de 55.334 km², es la mayor ubicada enteramente en el estado de Bahía, ubicando el 10.2 % de la superficie total del estado.